# Undersåker
Undersåker est une localité de Suède située dans la commune d'Åre du comté de Jämtland. Elle couvre une superficie de 0,81 km2. En 2010, elle compte 438 habitants.